# Casa di Orfeo

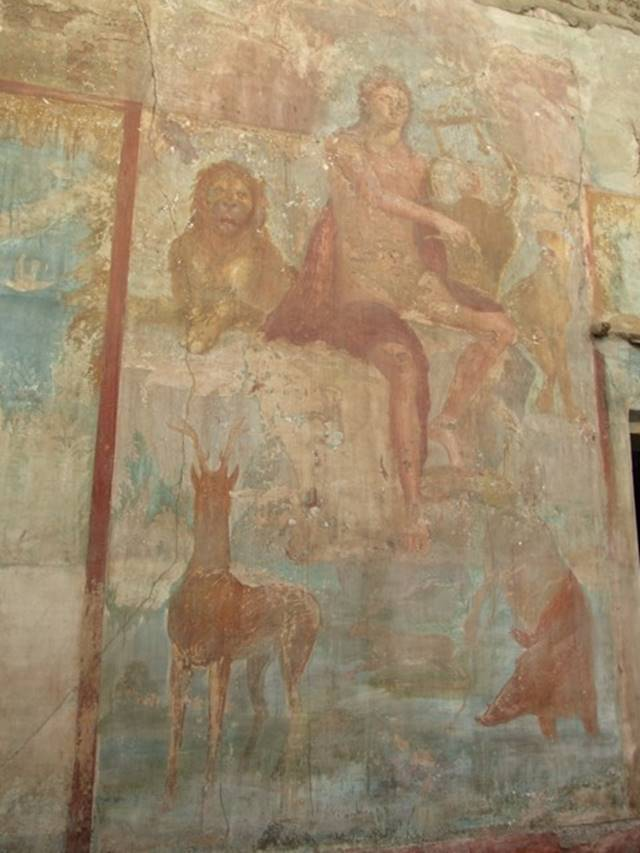
Darstellung des Orpheus

Bei der Casa di Orfeo (Haus des Orpheus, auch Haus des Vesonius Primus) handelt es sich um ein großes, reich ausgestattetes Wohnhaus einer wohlhabenden Familie in Pompeji (VI.14.20). Es wurde zum Teil 1834 und dann 1874 vollständig ausgegraben. Als letzter Besitzer kann Vesonius Primus ausgemacht werden. Sein Name erscheint auf zahlreichen Wahlaufrufen an der Fassade. Seine Büste mit Inschrift fand sich im Haus.

## Beschreibung
In den Fauces (Eingangskorridor) befand sich ein Mosaik mit der Darstellung eines Hundes an der Leine. Es befindet sich heute im Archäologischen Nationalmuseum Neapel. Hier im Eingangsbereich wurden bei den Ausgrabungen auch Hohlräume ausgemacht, die, wie damals üblich, mit Gips gefüllt wurden. Die hiesigen Reste gehören zu einem Hund, der noch angekettet war und beim Vulkanausbruch im Jahr 79 n. Chr. starb. Auf die Fauces folgt das Atrium mit einem marmornen Impluvium. Hier fand sich auch die Büste des Hausbesitzers. Direkt dahinter befindet sich das Tablinum mit einem einfachen schwarzweißen Mosaik. Neben dem Tablinum liegt das Triclinium, das einst hochwertige Malereien im 3. Stil zeigte. Sie sind heute stark verblasst, aber von alten Zeichnungen her gut bekannt. Im hinteren Teil des Hauses befindet sich das Peristyl, das eine großfigurige Darstellung des Orpheus zeigt, der singt und die Leier spielt und von zahlreichen Tieren umgeben ist. Das Gemälde, das dem Haus seinen modernen Namen gab, ist heute verblasst, aber von alten Zeichnungen her gut bekannt.

## Galerie

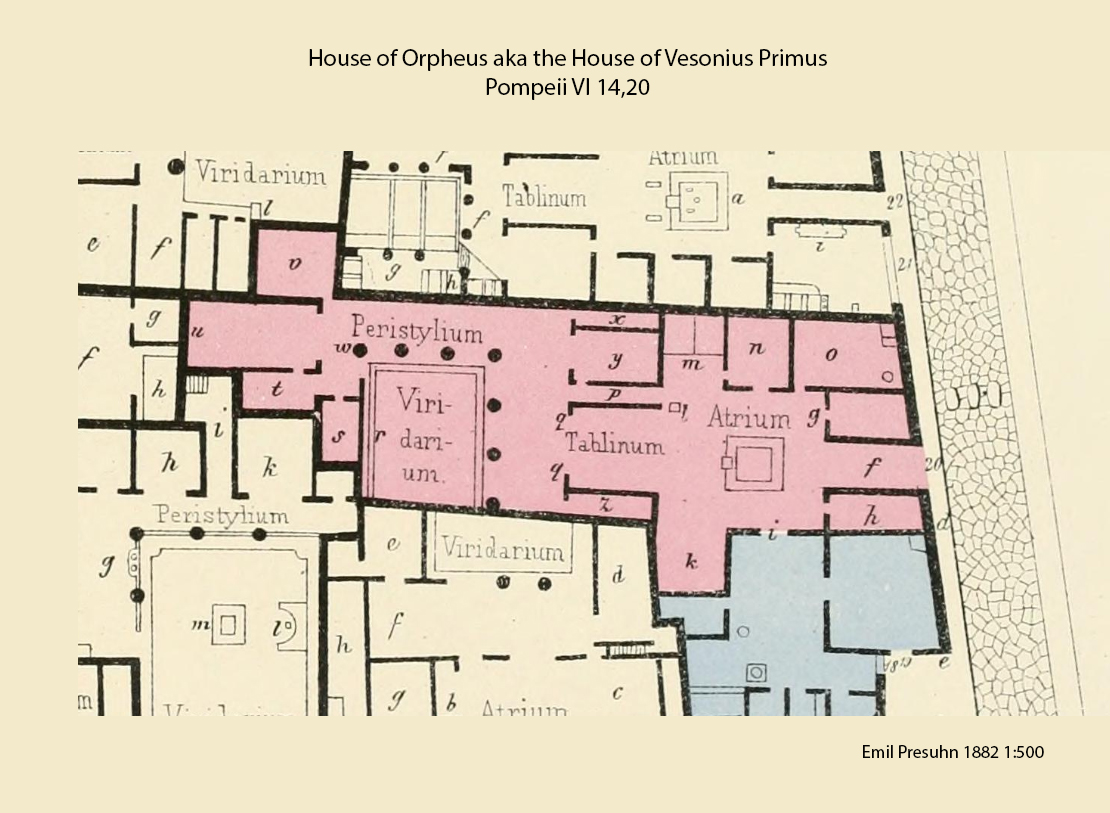
Grundriss des Hauses
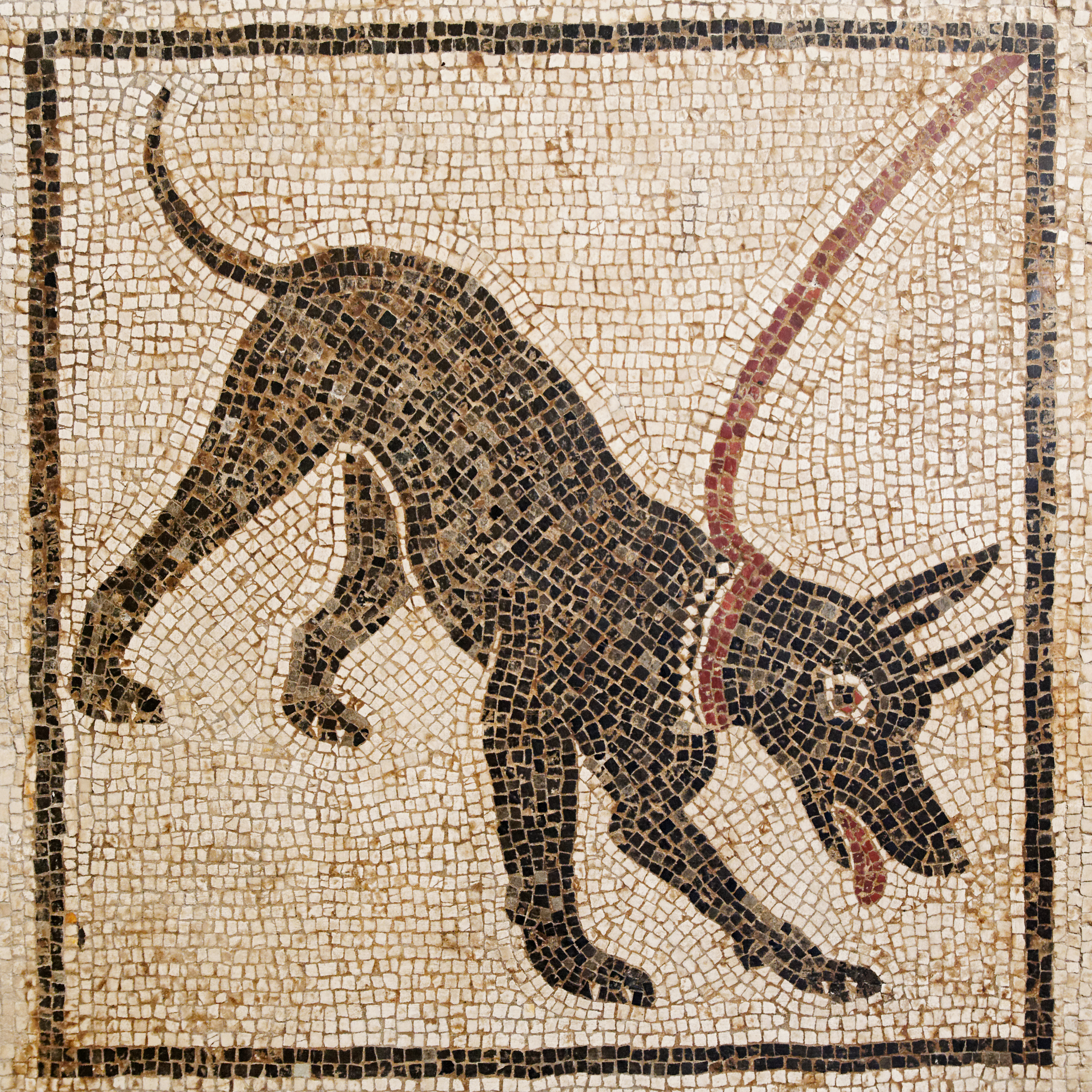
Mosaik mit Hund
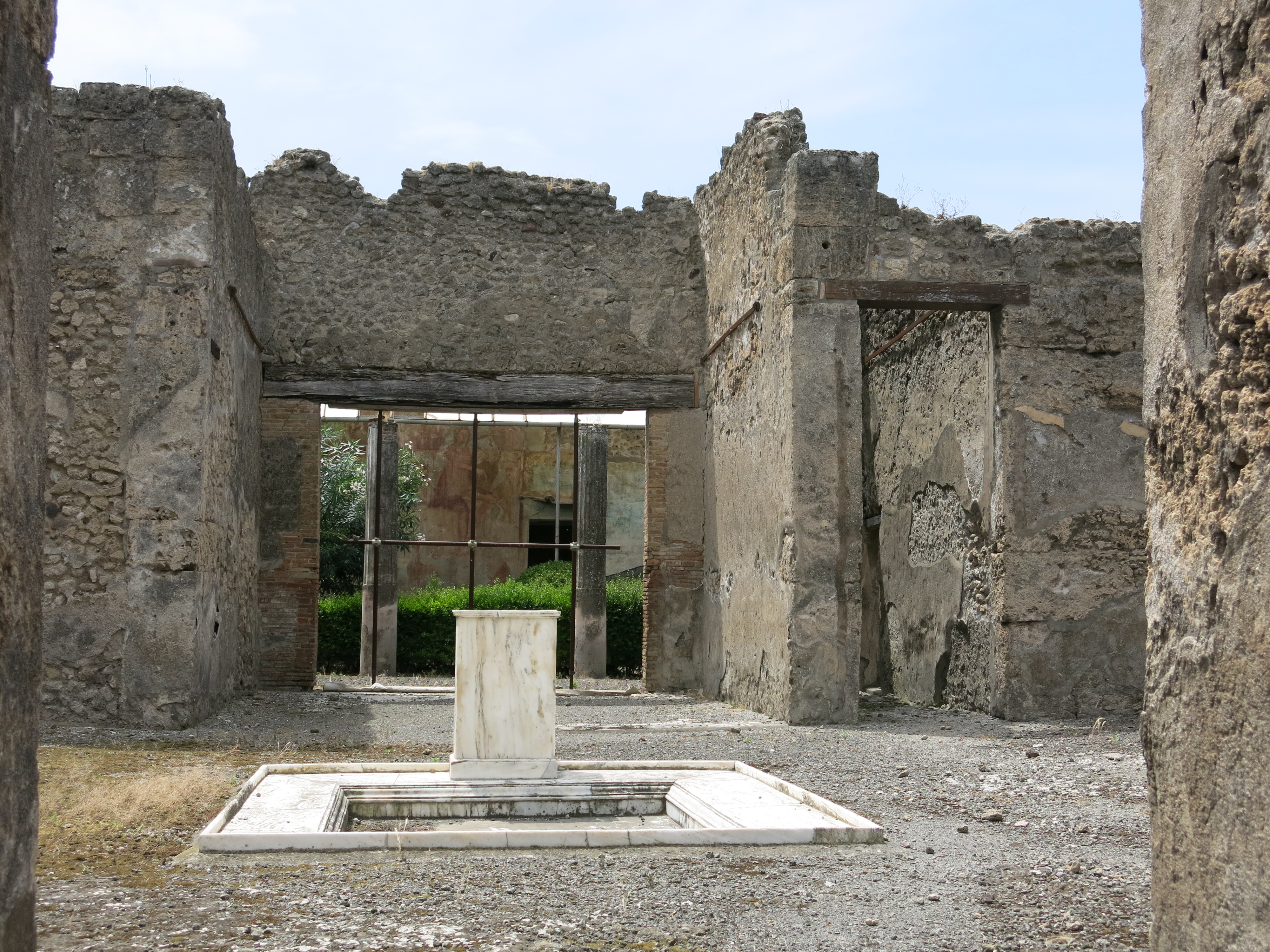
Blick in das Atrium
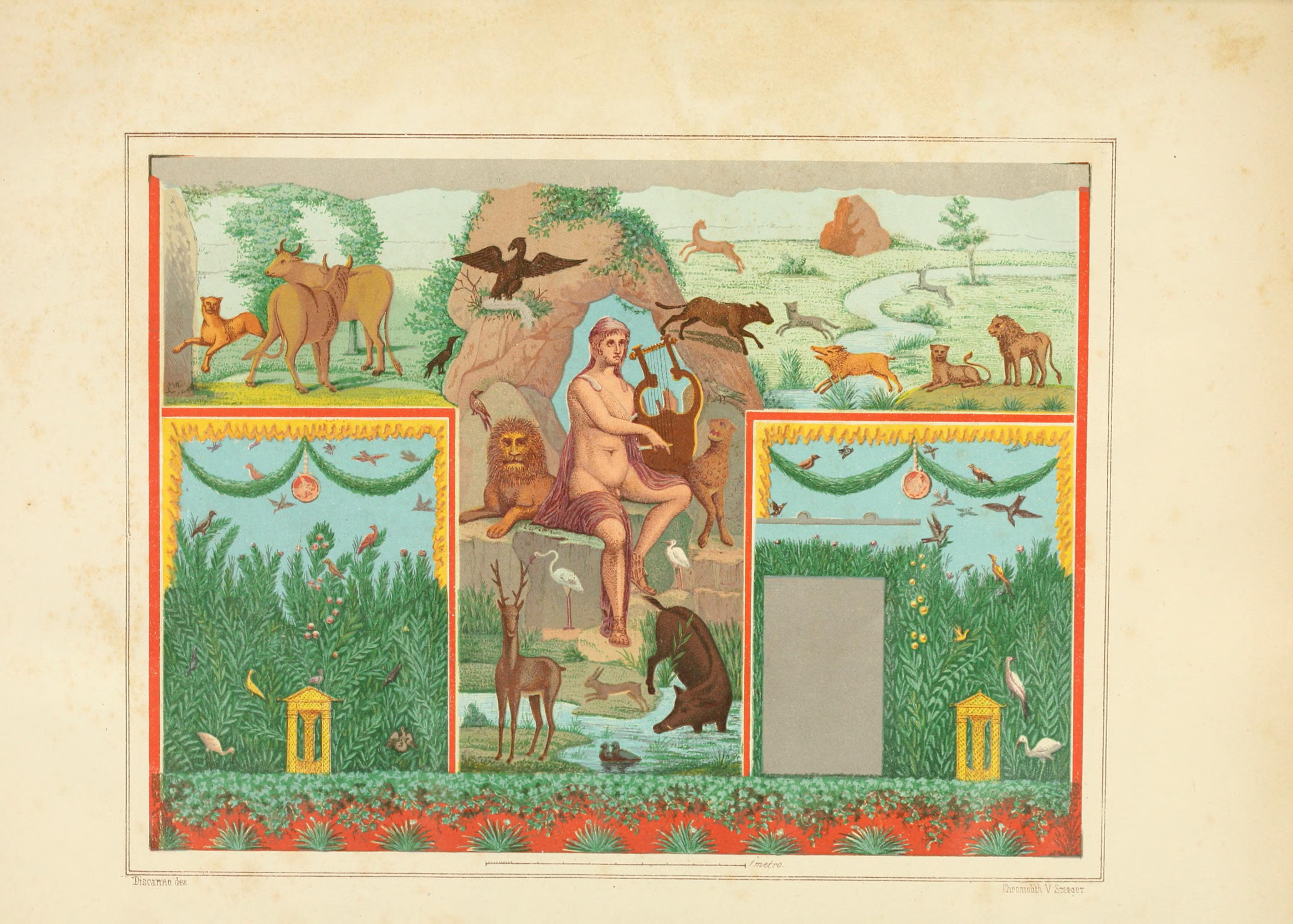
Darstellung des Orpheus, Kopie des 19. Jahrhunderts
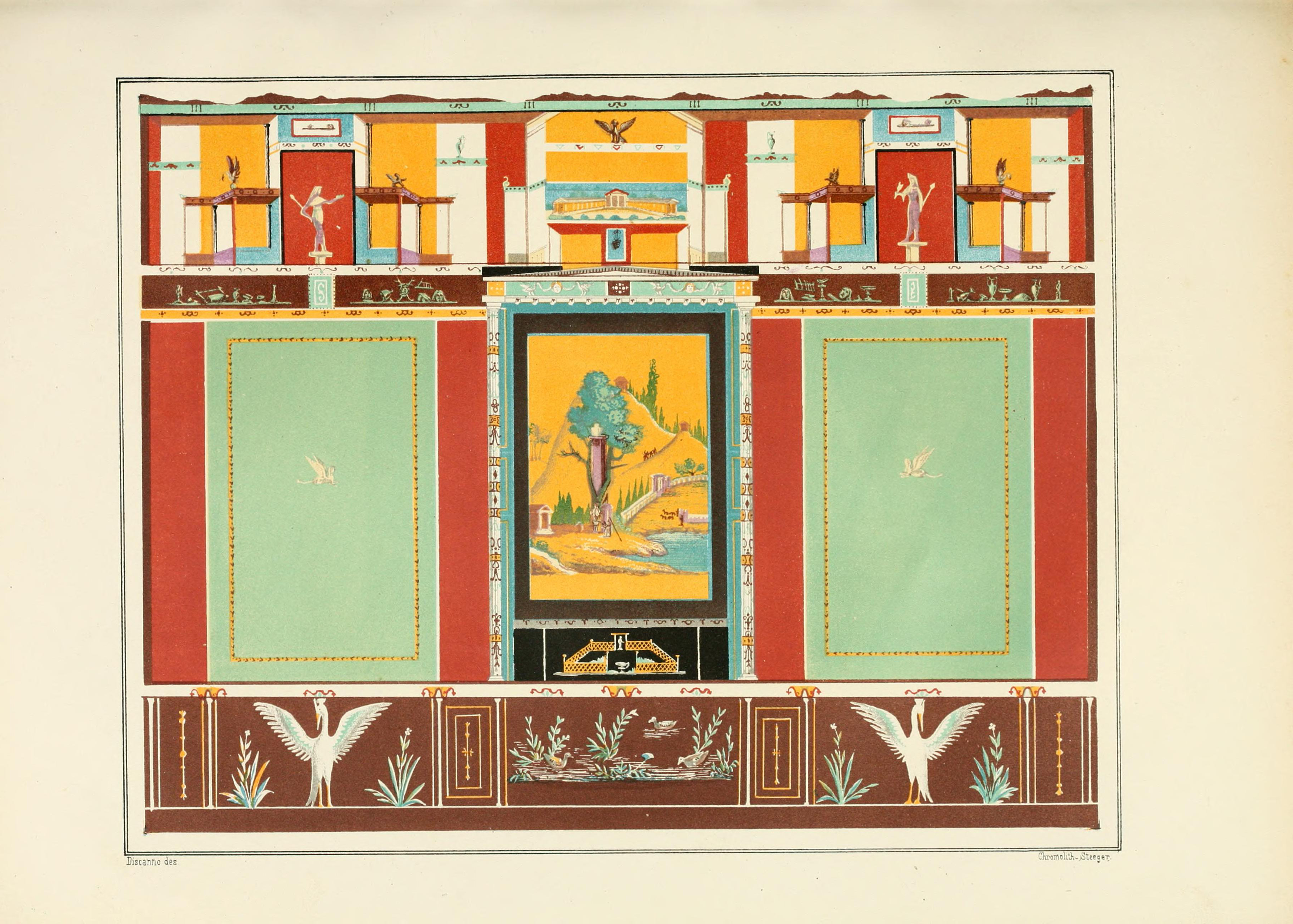
Malereien im Triclinium
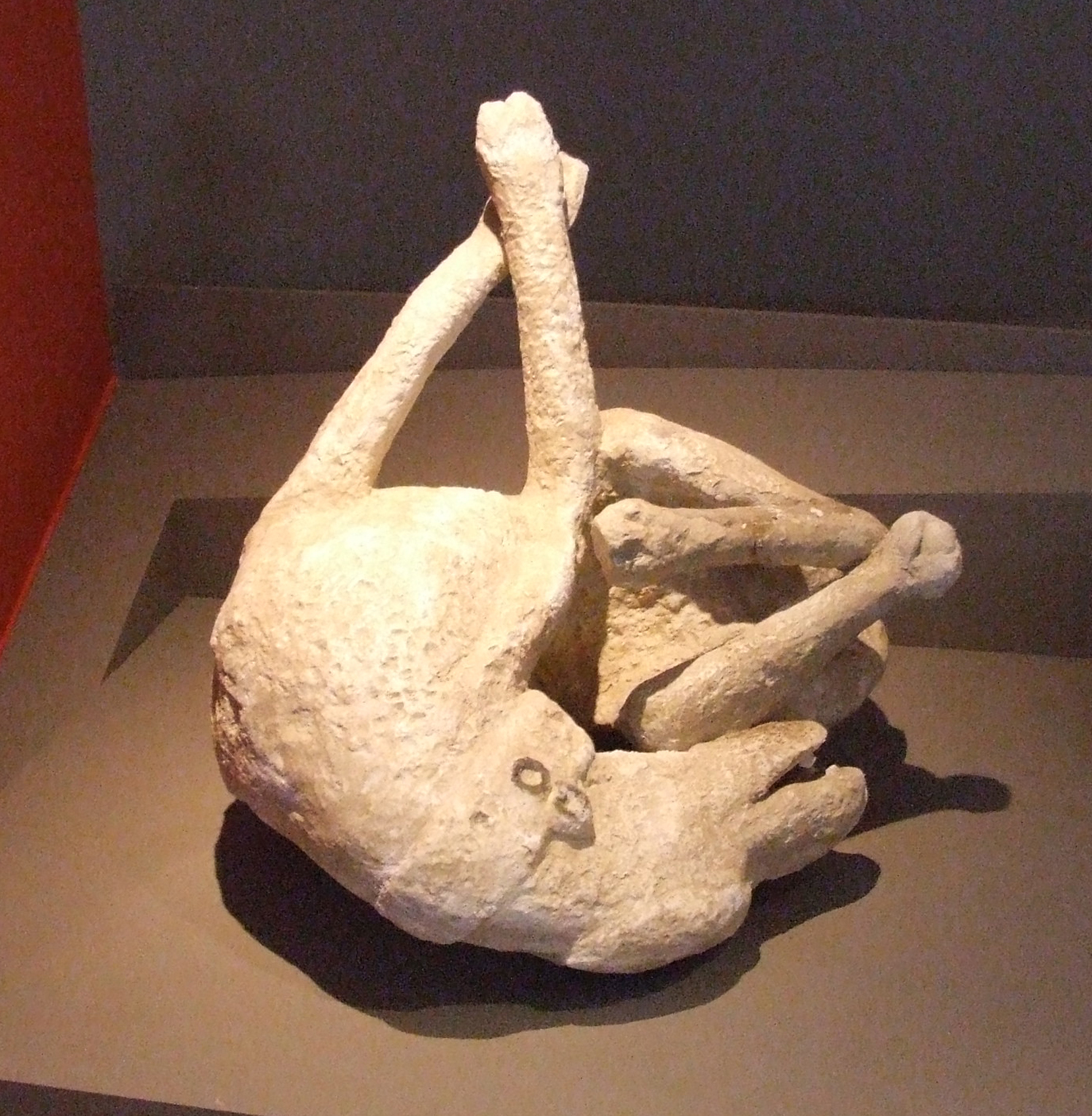
Gipsabdruck eines Hundes